# Degermyran
Degermyran este o arie protejată (arie specială de conservare — SAC, sit de importanță comunitară — SCI) din Suedia întinsă pe o suprafață de 4,9 ha, integral pe uscat.

## Localizare
Centrul sitului Degermyran este situat la coordonatele 63°50′17″N 19°12′56″E / 63.8381°N 19.2156°E.

## Înființare
Situl Degermyran a fost declarat sit de importanță comunitară în decembrie 1998 pentru a proteja 1 specie de plante. Situl a fost protejat și ca arie specială de conservare în martie 2011.

## Biodiversitate
Situată în ecoregiunea boreală, aria protejată conține 2 habitate naturale: Taiga vestică, Păduri fino-scandinave bogate în ierburi cu Picea abies.
La baza desemnării sitului se află o specie protejată de  plante: Ranunculus lapponicus.